# 베자현
베자현(포르투갈어: Distrito de Beja 디스트리투 드 베자[*], IPA: [ˈbɛʒɐ])은 포르투갈 남부 알렌테주 지방에 위치한 포르투갈의 현이다. 현도는 베자 시다.

## 자치단체
베자 현은 14개 자치단체로 이뤄져 있다.
- 알주스트렐 (Aljustrel)
- 알모도바르 (Almodôvar)
- 알비투 (Alvito)
- 바항쿠스 (Barrancos)
- 베자 (Beja)
- 카스트루베르드 (Castro Verde)
- 쿠바 (Cuba)
- 페헤이라두알렌테주 (Ferreira do Alentejo)
- 메르톨라 (Mértola)
- 모라 (Moura)
- 오데미라 (Odemira)
- 오리크 (Ourique)
- 세르파 (Serpa)
- 비디게이라 (Vidigueira)